# 2016年电子娱乐展
E3 2016，全称电子娱乐展2016（Electronic Entertainment Expo 2016）为第22届电子娱乐展，由娱乐软件协会在2016年6月14至16日，在洛杉矶会展中心举办。多家电子游戏软硬件商参与展出，向与会者、主要主流零售商和新闻界人士展示新产品和未来产品。展会参与者为50,300人，略低于上一届。因游戏机已进入第八世代数年，故展会以新软件作品展示为主；至于硬件，则展示了新版本的主机，以及市场份额逐渐增大的4K解析度显示和头戴虚拟现实（VR）外设。
展会在佛罗里达州奥兰多夜店枪击案两天后开始。为示对悲剧受害者的帮助，参展商进行了调整了发言和计划，同时会展中心也降了半旗。贝塞斯达和任天堂在新闻发布会上带着彩虹丝带，微软和任天堂以默哀开场。索尼总裁Shawn Layden在开场时发表了简短讲话。其他开发商为避民族情绪风头，计划改变展会期间社交媒体公告的做法。

## 新闻发布会

### 史克威尔艾尼克斯
史克威尔艾尼克斯于6月8日8:30举办了杀出重围展前发布会。发布会上展示了17分钟的《杀出重围：人类分裂》演示、展示了新游戏模式Breach，并介绍了史克威尔艾尼克斯Go系列第3款游戏《杀出重围Go》。

### 艺电
艺电于12日13:00举办了新闻发布会，这是他们EA Play活动的一环。EA发布会上展示了两个《泰坦天降2》新预告片、《战地1》游戏性、《质量效应：仙女座》幕后信息、更新未来EA星球大战游戏信息。公司还放了《Madden NFL 17》预告片，这是《FIFA 17》的新游戏模式；以及新游戏公司EA Originals，一间扶持独立开发者推出新游戏的公司，和他的首款作品《Fe》。

### 贝塞斯达
贝塞斯达软件在12日19:00举办他们第二场新闻发布会。发布会公布了《上古卷轴V：天际》高清重制版的信息，以及《上古卷軸Online》的新下载内容和VR版，《毁灭战士》，和《辐射4》，以及《上古卷轴：传奇》介绍。展会公布了《獵魂》、《雷神之锤》和《冤罪殺機2》的预告片、游戏性和展示窗口。

### 角川游戏
角川游戏在12日17:30举办发布会，这是他们首次举办E3发布会。和其他主要E3发布会不同，角川在东京而非洛杉矶举办，而且没有现场直播。

### 微软
微软在13日9:30举办。微软发布会上透漏了两版新Xbox One硬件，即小型型号的Xbox One S和预定于2016年8月推出4K版，以及“Project Scoprio”——支持4k游戏和虚拟现实的强化版Xbox One未来计划。展会公布了《战争机器4》、《光环战争2》、《Inside》、《铁拳7》、《杀手本能》、《核心機群》、《龙鳞化身》、《盗贼之海》的新预告片，并宣布了《丧尸围城4》、《腐烂都市2》、《极限竞速：地平线3》的消息。此外展会宣布推出了Xbox Live新功能，用户可用Xbox Player Anywhere付费一次，为Windows 10购买Xbox One游戏并跨平台游玩，以及《战争机器4》主题的精英无线手柄、XBox Design Lab的消息和《最终幻想XV》演示。

### PC Gaming Show
PC Gamer于13日20:00举办了他们第二场E3。AMD宣布他们的两款新PC游戏显示卡，以及配备AMD显卡的背戴式Alineware VR样机。沃伦·斯佩克特发表了简短讲话，称赞了PC游戏常用的键盘鼠标操作方式。展出涉及约20款游戏，包括《方舟：生存进化》、《杀戮空间2》、《Superhot》的资料片，以及新游戏《Lawbreakers》、《Overland》、《圖靈實驗》、《Dual Universe》、《缺氧》、《Giant Cop》、《騎馬與砍殺II：領主》、《The Surge》和《吸血鬼》。

### 育碧
育碧在13日13:00举办发布会。发布会公布了《荣耀战魂》、《火線獵殺：野境》和《南方公园：完整破碎》的新预告片和日期，以及《看门狗2》和《Eagle Flight》的演示。育碧还播放了電影《刺客教條》的幕后视频，并首次公开了《極限巔峰》、《Trials of the Blood Dragon》、《Grow Up》和《Star Trek: Bridge Crew》。

### 索尼
索尼互动娱乐在13日18:00召开发布会。索尼宣布头戴设备PlayStation VR售价及发售日2016年10月13日，并有50款游戏支持首发；此外公布了VR游戏《蝙蝠俠：阿卡漢VR》、《星球大战 前线 X-Wing VR》和《Farpoint》。索尼宣布等待已久的《最后的守护者》将于2016年10月26日发售，并计划高清化前三款Crash Bandicoot作品。新游戏包括《战神》、《生化危机7》、《死亡擱淺》、《往日不再》，以及由Insomniac Games开发的未名蜘蛛侠游戏。

### 任天堂
任天堂连续四度停办E3现场发布会，今年更首度放弃预先录制的传统发布会，改为两日的树屋直播（Treehouse Live）节目。第一次播放在6月14日，完全透露了Wii U和任天堂NX上的《塞尔达传说 旷野之息》，以及《精靈寶可夢 太陽／月亮》。15日的第二次公布了另外几款第一方游戏，包括未来手机的精灵宝可梦GO Plus外设，《Ever Oasis》、《马里奥派对 星星冲刺》、《Paper Mario: Color Splash》、《Box Box Boy!》，以及同日在北美任天堂eShop上架的《节奏天国The Best+》。此外展出的第三方任天堂3DS还有美版《怪物猎人X》、《勇者斗恶龙VII》和《妖怪手表》。

## 主要展商
- Bethesda Softworks
- Deep Silver
- Electronic Arts
- Focus Home Interactive（英语：Focus Home Interactive）
- Koei Tecmo
- Microsoft Studios
- Nintendo
- Sega
- Sony Interactive Entertainment
- Square Enix
- Take-Two Interactive
- Ubisoft

## 参展游戏
2K Games
- 為戰而生 (PC / PS4 / Xbox One)[23]
- 文明帝國VI (PC)[24]
- 文明变革2 (Vita)[23]
- 黑手党III (PC / PS4 / Xbox One)[23]
- WWE 2K17（英语：WWE 2K17） (PS3 / PS4 / Xbox 360 / Xbox One)[25]

505游戏
- Abzû (PC / PS4)[26]
- 神力科莎 (PS4 / Xbox One)[26]
- Portal Knights（英语：Portal Knights） (PC)[26]
- Prominence Poker (PC)[26]
- 火箭聯盟 (PC / PS4 / Xbox One)[26]

动视暴雪
- 使命召唤：无限战争 (PC / PS4 / Xbox One)[28]
- 使命召唤：现代战争 重制版 (PC / PS4 / Xbox One)[29]
- 天命：鐵旗崛起（英语：Destiny: Rise of Iron） (PS4 / Xbox One)[30]
- Skylanders: Imaginators (PS4)[30]

Anuman
- Moto Racer 4 (PC / PS4 / Xbox One)[31]
- Syberia III（英语：Syberia III） (PC / PS4 / Xbox One)[31]
- Yesterday Origins (PC / PS4 / Xbox One)[31]

万代南梦宫娱乐
- 七龍珠 異戰2 (PC / PS4 / Xbox One)[32]
- 噬神者2 狂怒解放 (PS4 / Vita / PC)[33]
- JOJO的奇妙冒險 天國之眼 (PS4)[33]
- 機動戰士GUNDAM極限VS. FORCE（英语：Mobile Suit Gundam: Extreme Vs.） (Vita)[33]
- Necropolis（英语：Necropolis (video game)） (PC / PS4 / Xbox One)[33]
- 刀劍神域 虛空幻界 (PS4 / Vita)[33]
- 狂战传说 (PS4 / PC)[33]
- 铁拳7 (PC / PS4 / Xbox One)[34]
- 战锤40K：永恒远征（英语：Warhammer 40,000: Eternal Crusade） (PC / PS4 / Xbox One)[33]

贝塞斯达软件
- 冤罪殺機2 (PC / PS4 / Xbox One)[35]
- Doom: Unto the Evil (PC / PS4 / Xbox One)[36]
- 上古卷轴：传奇（英语：The Elder Scrolls: Legends） (PC / iOS / Android)[36]
- 上古卷軸Online (PC / PS4 / Xbox One)[36]
- 上古卷轴V：天际 (PC / PS4 / Xbox One)[36]
- 異塵餘生4 (PC / PS4 / Xbox One / HTC Vive)[36]
- 異塵餘生：庇護所 (PC / iOS / Android)[36]
- 猎魂 (PC / PS4 / Xbox One)[36]
- 雷神之锤 冠军对决（英语：Quake Champions） (PC)[36]

Bigben Interactive
- WRC 6 (PC / PS4 / Xbox One)[37]

卡普空
- 怪物猎人X (3DS)[38]
- 生化危機7 (PC / PS4 / PSVR / Xbox One)[29]

CD Projekt
- 巫师之昆特牌 (PC / PS4 / Xbox One)[39]

Chucklefish Games
- 星露谷物语 (PC / PS4 / Wii U / Xbox One)[40]

Codemasters
- F1 2016（英语：F1 2016 (video game)） (PC / PS4 / Xbox One)[41]

Compulsion Games
- We Happy Few（英语：We Happy Few (video game)） (PC / Xbox One)[42]

Deep Silver
- Agents of Mayhem（英语：Agents of Mayhem） (PC / PS4 / Xbox One)[43]

Devolver Digital
- Absolver（英语：Absolver） (PC / PS4 / Xbox One)[44]
- Eitr (PC / PS4)[45]
- Mother Russia Bleeds (PC / PS4)[45]
- 重裝武力VR (Oculus Rift)[46]
- Shadow Warrior 2 (PC / PS4 / Xbox One)[47]

艺电
- 战地1 (PC / PS4 / Xbox One)[48]
- Fe（英语：Fe (video game)） (PC / PS4 / Xbox One)[49]
- FIFA 17 (PC / PS3 / PS4 / Xbox 360 / Xbox One)[50]
- Madden NFL 17（英语：Madden NFL 17） (PS3 / PS4 / Xbox 360 / Xbox One)[50]
- 质量效应：仙女座 (PC / PS4 / Xbox One)[51]
- NHL 17（英语：NHL 17） (PS4 / Xbox One)[50]
- 星球大战 前线 (PSVR)[29]
- 神兵泰坦2 (PC / PS4 / Xbox One)[52]

Focus Home Interactive
- Farming Simulator 17 (PC / PS4 / Xbox One)[53]
- Mordheim: City of the Damned（英语：Mordheim: City of the Damned） (PC / Xbox One)[53]
- Shiness: The Lightning Kingdom (待定)[53]
- Space Hulk: Deathwing（英语：Space Hulk: Deathwing） (PC / PS4 / Xbox One)[53]
- The Surge (PC / PS4 / Xbox One)[53]
- Styx: Shards of Darkness (PC / PS4 / Xbox One)[53]
- The Technomancer（英语：The Technomancer） (PC / PS4 / Xbox One)[53]
- 吸血鬼 (PC / PS4 / Xbox One)[54]

GungHo
- Let It Die（英语：Let It Die (video game)） (PS4)[55]

KADOKAWA
- 恶魔凝视II (Vita)[56]
- 神之战 穿越时空（英语：God Wars: Beyond Time） (PS4 / Vita)[56]
- Project Code: Daten (PS4 / Vita)[56]
- 方根書簡 (PS4 / Vita)[56]

光荣特库摩
- 进击的巨人 (PC / PS3 / PS4 / Vita / Xbox One)[57]
- 仁王 (PS4)[57]
- Omega Force未命名计划 [57]

科樂美
- 实况足球2017 (PC / PS4 / Xbox One)[58]

Marvelous USA
- 秋葉原妄想物語 (PS4 / Vita)[59]
- 屍體派對 (3DS)[59]
- 流亡的终点 (PS4 / Wii U / Vita)[59]
- Fate/EXTELLA (PS4 / Vita)[59]
- 英雄傳說 閃之軌跡 (PS3 / Vita)[59]
- 桑塔：半精灵英雄 (PC / PS3 / PS4 / Vita / Wii U / Xbox 360 / Xbox One)[59]
- 牧場物語 三座鄉村的重要朋友們 (3DS)[59]
- 東方紅輝心 (PS4)[59]

微软工作室
- 丧尸围城4（英语：Dead Rising 4） (PC / Xbox One)[34]
- 极限竞速：地平线3 (PC / Xbox One)[60]
- 戰爭機器4 (PC / Xbox One)[34]
- 星環戰役2 (PC / Xbox One)[61]
- Inside (PC / Xbox One)[34]
- 殺手本能 (PC / Xbox One)[34]
- 我的世界 (iOS / Android / PC)[34]
- 核心機群 (PC / Xbox One)[34]
- 龍鱗化身 (PC / Xbox One)[34]
- 盜賊之海 (PC / Xbox One)[62]
- State of Decay 2（英语：State of Decay 2） (PC / Xbox One)[34]

Natsume
- 牧场物语 天空树村 (3DS)[63]
- River City: Tokyo Rumble (3DS)[63]
- 荒野之槍 重裝上陣 (PS4)[63]

任天堂
- BoxBoxBoy!（英语：BoxBoxBoy!） (3DS)[64]
- 勇者斗恶龙VII 伊甸的战士们 (3DS)[38]
- 永恒绿洲（英语：Ever Oasis） (3DS)
- 塞尔达传说 旷野之息 (Wii U)[65]
- 马里奥聚会 星星冲刺（英语：Mario Party Star Rush） (3DS)[66]
- 紙片瑪利歐 色彩噴濺 (Wii U)[67]
- 精靈寶可夢GO (iOS / Android)[38]
- 精靈寶可夢 太陽／月亮 (3DS)[38]
- 节奏天国 The best+ (3DS)[68]
- 幻影异闻录♯FE (Wii U)[38]
- 妖怪手表2 元祖/本家/真打 (3DS)[68]

Nordic Games
- Battle Chasers: Nightwar (PC / PS4 / Xbox One)[69]
- ELEX（英语：ELEX (video game)） (PC / PS4 / Xbox One)[69]
- The Guild 3 (PC)[69]
- 咒语力量3 (PC)[69]

世嘉
- 第七龙神 (3DS)[70]
- 女神異聞錄5 (PS3 / PS4)[71]
- 索尼克音爆 冰与火（英语：Sonic Boom: Fire & Ice） (3DS)[70]
- 战锤40K：战争黎明3（英语：Warhammer 40,000: Dawn of War III） (PC)[70]
- 人中之龍0 誓言的場所 (PS4)[72]

索尼互動娛樂
- 古惑狼疯狂三部曲 (PS4)[29]
- 往日不再 (PS4)[29]
- 死亡擱淺 (PC / PS4)[29]
- 底特律：變人 (PS4)[73]
- Farpoint (PSVR)[29]
- 战神 (PS4)[29]
- Gran Turismo Sport（英语：Gran Turismo Sport） (PS4)[74]
- 重力異想世界完結篇 (PS4)[75]
- 地平线 黎明时分 (PS4)[76]
- 最后的守护者 (PS4)[29]
- 蜘蛛侠 (PS4)[29]

史克威尔艾尼克斯
- 黑色坠落 (PC)[77]
- 杀出重围Go (iOS / Android)[78]
- 駭客入侵：人類分裂 (PC / PS4 / Xbox One)[77]
- 最终幻想XII (PS4)[79]
- 最终幻想XIV：苍穹之禁城 (PC / PS3 / PS4)[80]
- 最終幻想XV (PS4 / PSVR / Xbox One)[81]
- 最终幻想 勇气启示录（英语：Final Fantasy: Brave Exvius） (iOS / Android)[82]
- 杀手 (PC / PS4 / Xbox One)[77]
- 祭物與雪之剎那 (PC / PS4 / Vita)[77]
- 正当防卫3：陆战机甲 (PC / PS4 / Xbox One)[77]
- 王国之心 HD II.8 Final Chapter Prologue (PS4)[83]
- 尼爾：自動人形 (PS4)
- 星之海洋5 忠诚与背叛 (PS3 / PS4)[77]
- 圖靈實驗 (PC)[77]
- Valentino Rossi: The Game (PC / PS4 / Xbox One)[80]
- 最终幻想世界 (PS4 / Vita)[84]

Team17
- 煮過頭 (PC)[85]
- Strength of the Sword Ultimate（英语：Strength of the Sword 3） (PC / PS4 / Vita / Wii U / Xbox One)[85]
- Worms WMD（英语：Worms WMD） (PC / PS4 / Xbox One)[85]
- Yooka-Laylee (PC / PS4 / Wii U / Xbox One)[86]

訴說遊戲
- 蝙蝠侠 (待定)[87]
- 行尸走肉：第三季（英语：The Walking Dead: Season Three） (待定)[87]

育碧
- Eagle Flight (Oculus Rift)[88]
- 榮耀戰魂 (PC / PS4 / Xbox One)[89]
- Grow Up（英语：Grow Up (video game)） (PC / PS4 / Xbox One)[90]
- 舞力全开2017 (NX / PC / PS3 / PS4 / Wii / Wii U / Xbox 360 / Xbox One)[91]
- 南方公园：完整破碎 (PC / PS4 / Xbox One)[88]
- 星际迷航：舰桥船员 (Oculus Rift)[92]
- 極限巔峰 (PC / PS4 / Xbox One)[90]
- 湯姆克蘭西：全境封鎖 expansions (PC / PS4 / Xbox One)[34]
- 火線獵殺：野境 (PC / PS4 / Xbox One)[93]
- Trials of the Blood Dragon（英语：Trials of the Blood Dragon） (PC / PS4 / Xbox One)[90]
- 看门狗2 (PC / PS4 / Xbox One)[94]

華納兄弟互動娛樂
- 蝙蝠俠：阿卡漢VR (PSVR)[29]
- 超級英雄：武力對決2 (PS4 / Xbox One)[95]
- 乐高次元（英语：Lego Dimensions） (PS3 / PS4 / Wii U / Xbox 360 / Xbox One)[96]
- 樂高星際大戰：原力覺醒 (PC / 3DS / PS3 / PS4 / Vita / Wii U / Xbox 360 / Xbox One)[97]
- 乐高世界（英语：Lego Worlds） (PC)[98]